# Мах (лунный кратер)
Кратер Мах (лат. Mach) — большой древний ударный кратер в северном полушарии обратной стороны Луны. Название присвоено в честь австрийского физика, механика и философа-позитивиста Эрнста Маха (1838—1916) и утверждено Международным астрономическим союзом в 1970 г. Образование кратера относится к донектарскому периоду.
Диаметр — 175 км.

## Описание кратера

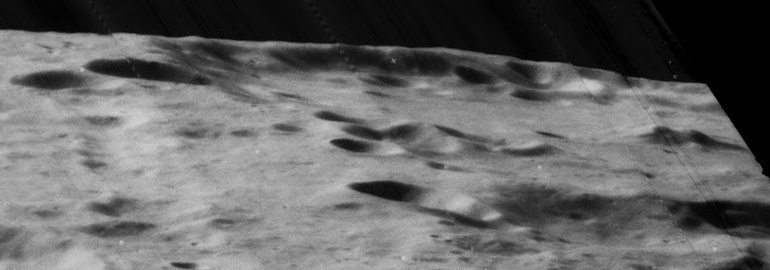
Снимок зонда Lunar Orbiter V.

Ближайшими соседями кратера Мах являются кратер Митра на западе; кратер Гарвей перекрывающий северо-восточную часть вала кратера Мах; кратер Кекуле на востоке; кратер Артемьев на юге-юго-востоке и кратер Хеньи на юге-юго-западе. Селенографические координаты центра кратера 18°08′ с. ш. 149°14′ з. д. / 18,13° с. ш. 149,24° з. д., диаметр 175 км, глубина 3,0 км.
Кратер Мах имеет полигональную форму и значительно разрушен за длительное время своего существования. Вал сглажен и перекрыт множеством кратеров различного размера. Дно чаши сравнительно ровное, отмечено множеством небольших кратеров. Массив центральных пиков несколько смещен к юго-западу от центра чаши, состав центральных пиков — анортозит (A).

## Сателлитные кратеры

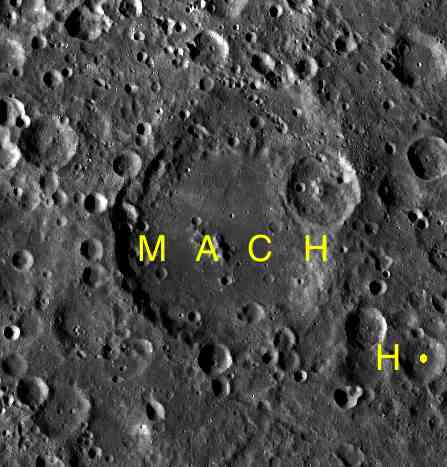
Снимок зонда Lunar Reconnaissance Orbiter.

| Мах | Координаты                                              | Диаметр, км |
| --- | ------------------------------------------------------- | ----------- |
| H   | 14°56′ с. ш. 143°53′ з. д. / 14,94° с. ш. 143,88° з. д. | 37,1        |